# مدك (سياه منصور)
مدك (بالفارسية: مدک) هي قرية تقع في إيران في قسم سیاه منصور الريفي. يقدر عدد سكانها بـ 74 نسمة بحسب إحصاء 2016.